# Crocus pelistericus
Crocus pelistericus är en irisväxtart som beskrevs av Pulevic. Crocus pelistericus ingår i släktet krokusar, och familjen irisväxter. Inga underarter finns listade i Catalogue of Life.